# T pomoćne ćelije
T pomoćne ćelije (takođe poznate kao  ćelije) su pod-grupa limfocita (tip belih krvnih zrnaca ili leukocita) koje imaju važnu ulogu u uspostavljanju i maksimizaciji kapaciteta imunskog sistema. Te ćelije su neobične po tome što one nemaju citotoksičnu ili fagocitnu aktivnost; one ne mogu da ubiju inficirane ćelije domaćina (takođe poznate kao somatske ćelije), kao ni patogene, i bez drugih imunskih ćelija one ne bi bile korisne u borbi protiv infekcije.  ćelije učestvuju u aktivaciji i usmeravanju drugih imunskih ćelija. One imaju posebnu važnost u imunskom sistemu. One su esencijalne u određivanju promene klase antitela B ćelija, u aktivaciji i rastu citotoksičnih T ćelija, i u maksimizaciji baktericidne aktivnosti fagocita kao što su makrofage. Ova raznolikost funkcija, i njihov uticaj na druge ćelije, daje T pomoćnim ćelijama njihovo ime.
Za zrele  ćelije se smatra da uvek izražavaju na svojoj površini protein CD4. One se nazivaju .  T ćelije se generalno tretiraju kao ćelije sa ulogom pomoćnih T ćelija u okviru imunskog sistema, mada su poznati izuzeci. Na primer, postoje pod-grupe regulatornih T ćelija, prirodnih ubica T ćelija, i citotoksičnih T ćelija, za koje se zna da izražavaju CD4. Citotoksični primeri su primećeni u izuzetno niskim brojevima u specifičnim stanjima bolesti.
Važnost pomoćnih T ćelija se može videti iz primera HIV infekcije, tokom koje virus inficira ćelije koje su  (uključujući T ćelije). Pri kraju HIV infekcije broj funkcionalnih  T ćelija opadne, što dovodi do simptomatskog stupnja infekcije poznatog kao sindrom stečenog imunološkog deficita (AIDS). Takođe postoje neki retki poremećaji koji rezultuju u odsustvu ili disfunkciji  T ćelija. Ta oboljenja proizvode slične simptome, i mnoga od njih su fatalna.

## Aktivacija naivnih pomoćnih T ćelija
Nakon T ćelijskog razvoja, zrele, naivne (u smislu da nikad nisu bili izložene antigenu na koji one mogu da odgovore) T ćelije napuštaju timus i počinju da se šire kroz telo, uključujući limfne čvorove. Poput svih T ćelija, one izražavaju T-ćelijski receptor/ kompleks. T ćelijski receptor (TcR) se sastoji od konstantnog i varijabilnog regiona. Varijabilni region određuje na koji antigen T ćelija može da odgovori.  T ćelije imaju TcR receptore sa afinitetom za klasa II MHC, i smatra se da CD4 učestvuje u determinaciji MHC afiniteta tokom maturacije u timusu. Klasa II MHC proteini se generalno samo nalaze na površini specijalizovanih antigen-prezentujućih ćelija (APC). Specijalizovane antigen prezentujuće ćelije su primarno dendritske ćelije, makrofage i B ćelije, mada su B ćelije jedina grupa ćelija koja izražava MHC klasu II konstitutivno (sve vreme). Neke APC ćelije takođe vezuju prirodne (ili neprocesovane) antigene na svojoj površini, npr. folikularne dendritske ćelije. Neobrađeni antigeni ne interaguju sa T ćelijama, i ne učestvuju u njihovoj aktivaciji. Ti antigeni koji se vezuju za MHC proteine su uvek kratki peptidi, 8-10 aminokiselina dugački za MHC klasu I, i do oko 25 za MHC klasu II.

### Prepoznavanje (Signal 1)
Tokom imunskog responsa, profesionalne antigen-prezentujuće ćelije (APC) vrše endocitozu (apsorbuju) strani materijal (tipično bakterije ili viruse), koje se podvrgavaju obradi, i onda prelaze sa mesta infekcije u limfne čvorove. Kad su jednom u limfnim čvorovima, APC počinje da prezentira antigen peptide vezane za klasu II MHC, to omogućava  T ćelijama koje izražavaju specifične TCR receptore sa sposobnošću vezivanja za peptid/MHC komplekse da se aktiviraju.
Kad se  ćelije suoče i prepoznaju antigen, na APC ćelijama, - kompleks se vezuje za peptid-MHC kompleks na površini profesionalnih APC ćelija. CD4, koreceptor TCR kompleksa, se takođe vezuje, ali za različitu sekciju MHC molekula. Te interakcije prostorno grupišu proteine, što omogućava intracelularnim kinazama prisutnim na TCR, CD3 i CD4 proteinima da se međusobno aktiviraju putem fosforilacije. Uz pomoć fosfataze prisutne na intracelularnom delu CD45 (koja je rasprostranjeni leukocitni antigen), ti molekuli aktiviraju glavne biohemijske puteve u citosolu  ćelija. Ti putevi su poznati kao Signal 1 T ćelijske aktivacije, jer je to prvi i primarni proaktivacioni signal u  ćelije. Pri naknadnim suočavanjima sa datim antigenom, memorijske T ćelije se re-aktiviraju koristeći iste TCR puteve.
Vezivanje antigen-MHC para sa TCR kompleksom i CD4 takođe pomaže ćelijsku adheziju APC i  ćelija tokom  ćelijske aktivacije. Protein integrin LFA-1 na T ćelijama i  na APC ćelijama su primarni molekuli adhezije te ćelijske interakcije.
Uloga glomaznog ektracelularnog CD45 regiona u ćelijskoj interakciji nije poznata. CD45 ima više izoformi koje menjaju veličinu u zavisnosti od  ćelijske aktivacije i statusa maturacije. Na primer, CD45 dužina se smanjuje nakon  aktivacije ( u ). Nije poznato da li ta promena dužine ima uticaja na aktivaciju. Bilo je predloženo da duži CD45RA+ mogu da umanje pristupnost T ćelijskim receptorima za antigen-MHC molekule, čime se uslovljava potreba za porastom afiniteta (i specifičnosti) T ćelije da bi došlo do aktivacije. Kad jednom dođe do aktivacije, CD45 se skraćuje, što olakšava interakcije i aktivaciju efektorskih T pomoćnih ćelija.

### Verifikacija (Signal 2)
Nakon prvog TcR/CD3 signala, naivne T ćelije mogu da aktiviraju drugi nezavisni biohemijski put, koji je poznat kao Signal 2. Ovaj verifikacioni korak je zaštitna mera kojom se osigurava da T ćelija odgovara na strani antigen. Ako ovaj drugi signal nije prisutan tokom inicijalnog izlaganja antigenu, T ćelija pretpostavlja da je auto-reaktivna. To rezultuje u njenoj anergijskoj reakciji (do anergije dovode nezaštićene biohemijske promene Signala 1). Anergijske ćelije nisu responzivne na antigene, čak i ako su oba signal kasnije prisutna. Za te ćelije se smatra da besciljno cirkulišu kroz telo do ne podlegnu apoptozi na kraju njihovog životnog veka.
Drugi signal obuhvata interakciju između CD28 na  T ćeliji i proteina CD80 (B7.1) ili CD86 (B7.2) na profesionalnim APC ćelijama. Oba CD80 i CD86 aktiviraju CD28 receptor. Ti proteini su takođe poznati kao kostimulatorni molekuli.
Mada je verifikacioni stupanj neophodan za aktivaciju naivnih pomoćnih T ćelija, važnost tog stupnja je najbolje demonstrirana tokom sličnog aktivacionog mehanizma  citotoksičnih T ćelija. Kako naivne  T ćelije nemaju urođenu sklonost prema stranim izvorima, te T ćelije su zavisne od CD28 aktivacije za potvrdu da one prepoznaju strani antigen (CD80/CD86 su samo izraženi na aktivnim APC ćelijama). CD28 igra važnu ulogu u umanjenju rizika od T ćelijske auto-imunosti protiv antiagenata domaćina.
Kad su jednom oba puta naivnih T ćelija aktivirana, biohemijske promene indukovane signalom 1 se modifikuju, čime se omogućava ćelijska aktivacija umesto anergije. Drugi signal onda postaje nevažan; samo je prvi signal neophodan za buduću aktivaciju. To takođe važi za memorijske T ćelije, što je jedan od primera stečene imunosti. Brži odgovor se javlja nakon reinfekcije zato što su memorijske T ćelije već prošle kroz potvrdni stupanj i mogu da proizvedu efektorske ćelije mnogo brže.

### Proliferacija
Kad je jednom dvo-signalna aktivacija kompletna T pomoćne ćelije se proliferiraju. To je omogućeno oslobađanjem potentnog faktora rasta T ćelija interleukin 2 (IL-2), koji dejstvuje u autokrinom maniru. Aktivirane T ćelije takođe proizvode alfa pod-jedinicu  receptora (CD25 ili IL-2R), čime osposobljavaju potpuno funkcionalni receptor koji se može vezati sa IL-2.

### Maturacija
Nakon više ćelijskih generacija,  ćelijski progenitori se diferenciraju u efektorske  ćelije, memorijske  ćelije, i regulatorne  ćelije.
- Efektorske  ćelije izlučuju citokine, proteini ili peptide koji stimulišu ili interaguju sa drugim leukocitima, uključujuće  ćelije.
- Memorijske  ćelije zadržavaju antigenski afinitet originalno aktiviranih T ćelija. One dejstvuju tokom drugog imunskog odgovora (npr. ako dođe do naknadne reinfekcije domaćina).
- Regulatorne T ćelije ne promovišu imunsku funkciju, nego dejstvuje da je umanje. Uprkos njihovoj niskoj zastupljenosti tokom infekcije, za njh se smatra da imaju važnu ulogu u samo-ograničavanju imunskog sistema. Za njih je bilo pokazano da sprečavaju razvoj raznih autoimunih bolesti.

Produkcija IL-2 od strane pomoćnih T ćelija je takođe neophodna za proliferaciju aktiviranih  T ćelija. Bez interakcije sa pomoćnim T ćelijama,  T ćelije ne razvijaju efektorsku funkciju, i eventualno podležu apoptozi. Ova uzajamna zavisnost od pomoćnih T ćelija je još jedan način na koji imunski sistem pokušava da spreči T ćelijama posredovane autoimune bolesti.

## Determinacija odgovora efektorskih T ćelija
Pomoćne T ćelije imaju sposobnost vršenja uticaja na niz imunskih ćelija. Proizvedeni T ćelijski respons (što obuhvate ekstracelularne signale kao što su citokini) može biti esencijalan za uspešni ishod odgovora na infekciju. Da bi bile efektivne pomoćne T ćelije moraju da ustanove koji citokini će omogućiti imunskom sistemu da bude najkorisniji za domaćina. Detaljno razumevanje načina na koji pomoćne T ćelije odgovaraju na imunske izazove je jedan od glavnih interesa u imunološkim istraživanjima. Razumevanje njihovih odgovora može biti veoma korisno u lečenju bolesti u povećanju efikasnosti vakcinacije.

### model za pomoćne T ćelije
Prezentujuće pomoćne T ćelije koje mogu da se razviju u efektorske T ćelije se diferenciraju u dva glavan podtipa ćelija poznata kao  i  ćelije (ili Tip 1 i Tip 2 pomoćne T ćelije).
|                                 | Tip 1/ | Tip 2/ |
| Ćelijski tip glavnog partnera   | Makrofag | B ćelija |
| Proizvedeni citokini            | interferon-γ i faktor nekroze tumora-beta. (Interleukin 2 je bio klasično asociran sa ćelijama, ali ta asocijacija možda unosi zabunu; proizvode sve pomoćne T ćelije u ranom periodu njihove aktivacije.) | interleukin 4, interleukin 5, interleukin 6, interleukin 10, interleukin 13 |
| Promovisana imunska stimulacija | Ćelijski imunski sistem. Maksimizira efikasnost makrofagnog ubijanja i proliferaciju citotoksičnih T ćelija. Takođe proizvodi opsoninska antitela | Humoralni imunski sistem. Stimuliše B ćelije u proliferaciju, indukciju B-ćelijske promene klase antitela, i povišenje proizvodnje neutralizujućih antitela. |
| Druge funkcije                  | Tip 1 citokin povišava produkciju interleukin-12 dendritskih ćelija i makrofaga, i putem pozitivne povratne sprege, stimuliše produkciju u pomoćnim T ćelijama, čime se promoviše profil. IFN-gama takođe inhibira produkciju citokina kao što su interleukin-4, koji je važan citokin vezan za Tip 2 respons, i na taj način radi na očuvanju sopstvenog responsa. | Tip 2 respons promoviše svoj profil koristeći dva citokina. Interleukin-4 dejstvuje na pomoćne T ćelije da promoviše produkciju citokina (što obuhvata auto-regulatorno dejstvo), dok interleukin 10 (IL-10) inhibira niz citokina uključujući interleukin 2 i u pomoćnim T ćelijama i u dendritskim ćelijama i makrofagama. |

## Spoljašnje veze
- T-ćelije